# カンナダ語映画
カンナダ語映画（カンナダごえいが、Kannada cinema）は、インドの映画のうちカンナダ語で製作された映画であり、カルナータカ州に拠点を置く映画業界を指す。「チャンダナヴァナ(Chandanavana)」、または「サンダルウッド(Sandalwood)」の通称で知られている。カンナダ語映画はインドにおいてヒンディー語映画、テルグ語映画、タミル語映画、マラヤーラム語映画に次いで5番目の興行規模を持つ映画産業である。2017年時点で、産業の拠点であるベンガルールでは毎年190本以上の映画が製作されている。

## 歴史

### 黎明期
1934年に初のカンナダ語トーキー映画『Sati Sulochana』が公開され、続いて『Bhakta Dhruva』が公開された。『Sati Sulochana』はチェンナイで撮影・録音・ポストプロダクションが行われた他、一部の撮影はコールハープルのチャトラパティ・スタジオでも行われた。1949年にホナッパ・バガヴァサールが『Bhakta Kumbara』をプロデュースし、パンダリ・バーイーと共演した。彼は1955年に『Mahakavi Kalidasa』をプロデュースし、同作でデビューしたB・サロージャー・デーヴィは後にカンナダ語映画のスター女優になった。B・S・ランガはヴィクラム・スタジオの下で俳優・脚本家・プロデューサー・監督として活動し、カンナダ語映画界のランドマークとなる映画を数多く製作した。

### 全盛期の俳優
ラージクマールはグッビ・ヴィーランナの『Gubbi Drama Company』で劇作家として長年活動した後、1954年に『Bedara Kannappa』で映画デビューした。その後は『Bhakta Kanakadasa』『Ranadheera Kanteerava』『Satya Harishchandra』『Sri Krishnadevaraya』『Bhakta Kumbara』『Mayura』『Babruvahana』『Bhakta Prahlada』などで神話上、歴史上の人物を演じて高い評価を得た。また、妻のパルヴァタンマ・ラージクマールは映画製作・配給会社ヴァジレーシュワリー・コンバインを設立してプロデューサー・配給者として活動した。
シャンカル・ナーグはメソッド俳優として知られ、『Ondanondu Kaladalli』でインド国際映画祭 男優賞を受賞した。彼の弟アナント・ナーグも俳優として活動している。M・V・ヴァスデーヴァ・ラーオはキャリアの中で200本以上の映画に出演したが、『Chomana Dudi』以降は主演を務めず小さな役柄のみを演じるようになった。
ヴィシュヌヴァルダンは1972年にギリーシュ・カルナードが監督した『Vamsha Vriksha』で俳優デビューし、同年12月に公開された『Naagarahaavu』で初主演を務めた。『Naagarahaavu』はバンガルールの主要3劇場で公開日数100日間を記録した最初のカンナダ語映画となった。彼は37年間のキャリアの中で200本以上の映画に出演している。アンバリーシュもヴィシュヌヴァルダンと同じく1972年に『Naagarahaavu』で俳優デビューし、悪役・助演俳優としてキャリアをスタートさせ、後に数多くの映画で反抗的な役柄を演じてカンナダ語映画界での名優の地位を確立し、「レベル・スター」と称された。また、彼は故郷の地名にちなんで「Mandyada Gandu（マディヤの男）」とも呼ばれている。
B・サロージャー・デーヴィはインド映画史上最も成功した主演女優の一人に挙げられ、60年以上のキャリアの中で200本以上の映画に出演した。彼女の演技は高く評価されており、カンナダ語映画界から「演技のサラスヴァティー」、タミル語映画界から「カンナダのオウム」と呼ばれている。

### 新現実主義映画
カンナダ語映画はパラレル映画の発展に大きく貢献している。初期のパラレル映画ではギリーシュ・カサラヴァッリ、ギリーシュ・カルナド、G・V・アイヤルが活躍した。人気を博したパラレル映画監督にはT・S・ナーガーバラナ、B・V・カラントがおり、プッタンナ・カナガールは「パラレル映画と主流映画の架け橋になった」と評価されている。

### 現代
プラカーシュ・ラージはドゥールダルシャンのテレビシリーズ『Bisilu Kudure』『Guddada Bhootha』でキャリアをスタートし、その後『Ranadheera』『Nishkarsha』『Lockup Death』などの映画に助演俳優として出演した。彼はヴィシュヌヴァルダンと共演した『Harakeya Kuri』で人気俳優となり、この他に『Mithileya Seetheyaru』『Muthina Haara』などでヴィシュヌヴァルダンと共演している。その後は他の言語映画に活動の場を移したが、1997年に『Nagamandala』に出演後は再びカンナダ語映画で活動するようになった。シャクティ・プラサードの息子アルジュン・サルージャは、主に南インド映画で俳優として活動している。代表作には『Prasad』があり、同作はベルリン国際映画祭で上映され、彼はカルナータカ州映画賞 主演男優賞を受賞した。
サンチャリ・ヴィジャイは『Naanu Avanalla...Avalu』でトランスジェンダーのキャラクターを演じ、国家映画賞 主演男優賞を受賞した。これにより、彼はM・V・ヴァスデーヴァ・ラーオ、チャールハーサンに次いで国家映画賞主演男優賞を受賞した3人目のカンナダ俳優となった。シヴァ・ラージクマールの代表作には『Janumada Jodi』『Anand』『Ratha Sapthami』『Nammoora Mandaara Hoove』『Simhada Mari』『Chigurida Kanasu』があり、1995年に出演した『Om』ではインド映画におけるギャング映画の潮流を作り出した。
ロックライン・ヴェンカテーシュは1992年に映画製作会社ロックライン・エンターテインメントを設立し、これまでに25本以上の映画をプロデュースした。新世代の俳優の中でプニート・ラージクマール、ラクシット・シェッティ、スディープは最も出演料が高額なカンナダ俳優の一人として知られている。ラクシット・シェッティの主演作『Kirik Party』は製作費4億ルピーを投じて興行収入5億ルピーを記録し、カルナータカ州の主要劇場で150日間上映されるヒット作となった。

## 映画音楽
ハムサレーカは若い世代から人気を集める作曲家で、「音楽のブラフマー」と呼ばれている。彼はカンナダ語映画に本格的に西洋音楽を取り入れたことで知られている。マノ・ムルティはガネーシュとプージャー・ガンディーが主演を務めた『Mungaru Male』の映画音楽を手掛けた。アルバムがリリースされると映画で使用された「Anisuthide」が人気を集め、アルバムはカンナダ語映画音楽の記録を更新するヒットチャートとなった。2007年5月時点で20万枚以上のCDが販売された。

## 映画学校
1941年にインド初となる政府主導の映画学校がベンガルールに設立され、シュリ・ジャヤチャマラジェンドラ・ポリテクニックと名付けられた。1996年2月に撮影コースとサウンド&テレビジョンコースが分離し、ヘサラガッタに世界銀行の支援を受けてベンガルール公立映画テレビ研究所が設立された。

## 映画祭
- ベンガルール国際映画祭（英語版）[39]

## 映画賞
- カルナータカ州映画賞（英語版）
- ウダイ・フィルム・アワード（英語版）
- スヴァルナ・フィルム・アワード（英語版）